# Задера Григорій Пантелеймонович
Григорій Пантелеймонович Заде́ра (нар. 26 січня 1891, Сватова Лучка — пом. 11 лютого 1937, Ростов-на-Дону) — український і російський фельдшер, провізор, прозаїк, публіцист і громадський діяч.

## Біографія
Народився 14 [26] січня 1891 року в слободі Сватовій Лучці Куп'янського повіту Харківської губернії Російської імперії (тепер місто Сватове Луганської області, Україна) в бідній селянській сім'ї. Отримав загальну освіту в сільському училищі і за рахунок земства навчався в Харківській фельдшерській школі, де окрім загальної підготовки пройшов курс аптекарської справи. Після закінчення навчання у 1890 році 5 років відробляв земську стипендію в Сватовій Лучці і Сеньковому на посаді помічника лікаря і аптекаря.
З 1895 року служив на залізничному транспорті: спочатку на Південно-Східній, а потім Владикавказькій залізниці на посаді лікарського помічника. У Ростові-на-Дону він працював діловодом і секретарем в Управлінні відділу охорони здоров'я залізниці. У 1913–1915 роках видавав і був редактором журналу «Фельдшерская мысль» у Ростові-на-Дону.
Після Жовтневої революції працював в відділі охорони здоров'я управління Владикавказької залізниці, з 1922 по 1924 рік працював у Ростовському мікробіологічному інституті, а 1924 року керував справами, і був статистиком-інформатором Північно-Кавказького управління товариства Червоного хреста у Ростові-на-Дону. З 1933 року — кореспондент Північно-Кавказького журналу «За саноборону».
За громадську активність неодноразово нагороджувався грамотами, був удостоєний звання «Активіст-ударник», знака «Боєць на фронті саноборони».
Помер в Ростові-на-Дону 11 лютого 1937 року.

## Творчість
Почав публікуватися з 1891 року у петербурзькій газеті «Фельдшер», відстоюючи права медицинських працівників на кращі побутові і соціальні умови. Зокрема надрукував статті:
- «Самостоятельная деятельность фельдшеров и фармацевтов» (1905)(рос.);
- «Общественная медицина в будущем демократическом строе России» (1907)(рос.);
- «Современное значение и задачи общества российских фельдшеров» (1911)(рос.);
- «Законопроект о медицинском персонале» (1913)(рос.)[1].

Виступав у журналі «Нива», газетах «Русское слово», «Приазовский край» та інших з нарисами, фейлетонами, оповіданнями з життя медиків. Окремими книжками вийшли оповідання:
- «Петро-кравець» (1901, віршоване);
- «Фельдшер Строганов» (1904).

Автор розвідок:
- «Медичні діячі у творах А. П. Чехова» (1905);
- «Л. М. Толстой про медицину й лікарів» (1906, прихильно сприйнята Л. Толстим);
- «Медицина й лікарі у Мольєра» (1907);
- «„Дрібнота“ Купріна» (1907).

Листувався з Л. Толстим з питань перекладу його творів українською мовою.
У радянський час активно виступав у пресі з питань медицини, публікува нариси й оповідання на теми громадянянської війни та індустріалізації країни:
- «Червоний птах» (1920);
- «Сестри Колосови» (1933);
- «Хомка-ревізор» (1933).